# Joseph Wildiers
Joseph Wildiers, né à Anvers, le 19 novembre 1832 et mort dans la même ville le 25 septembre 1866, est un graveur et un aquafortiste belge.

## Biographie

### Famille
Joseph (Joseph Charles) Wildiers, né à Anvers, le 19 novembre 1832, est le fils de Godefroy Jacques Wildiers (1798), graveur natif d'Anvers, et d'Antonetta Tauw (1802-1890), native de Heusden aux Pays-Bas, mariés à Anvers le 27 février 1827.

### Formation
En 1846, à l'âge de quatorze ans, Joseph Wildiers devient étudiant en gravure à l'Académie royale des beaux-arts d'Anvers, où il bénéficie de l'enseignement d'Erin Corr. Il obtient, dès l'année suivante, le premier prix de gravure. Il termine ses études en mai 1851.

### Carrière
Joseph Wildiers commence sa carrière au Salon d'Anvers en exposant deux dessins à la plume et une gravure ébauchée intitulée Tête de Melpomène, d'après l'antique. Régulièrement présent aux salons triennaux belges, il présente également ses gravures à l'Exposition des maîtres vivants de La Haye de 1857 et à l'Exposition universelle de 1862 à Londres.
Au Salon de Bruxelles de 1857, Le jury des récompenses hésite à attribuer l'unique médaille d'or disponible pour cette discipline à David Joseph Desvachez ou à Joseph Wildiers, dont le mérite est égal. Le premier remporte la récompense en raison de sa carrière et ses antécédents.
Après une longue et douloureuse maladie, Joseph Wildiers meurt, à l'âge de 33 ans à Anvers, le 25 septembre 1866. Ses funérailles ont lieu deux jours plus tard à l'église Saint-Joseph d'Anvers.

## Œuvre

### Caractéristiques
Selon Guillaume Beetemé, les deux meilleures gravures de Joseph Wildiers sont Un épisode du massacre des innocents, d'après Nicaise De Keyser, exécutée en 1861, à la demande de la Société des beaux-arts et La Vierge entourée de saints, de la chapelle funéraire de Rubens à l'église Saint-Jacques d'Anvers que l'artiste a pu achever avant sa mort. Ses tailles sont fermes et régulières et ses réalisations sont vives, suaves et de couleurs harmonieuses, grâce à des gammes nuancées. Il se distingue également comme dessinateur et laisse notamment un portrait de son père et Un regard innocent, d'après Jules Pecher,.

### Salons triennaux belges
- Salon d'Anvers de 1849 : deux dessins à la plume : Tête de vieille femme (1849), d'après Pierre-Alexandre Wille et Sainte-Famille (1849), d'après Bartholomeus Spranger. Tête de Melpomène d'après l'antique, gravure ébauchée[3] ;
- Salon de Bruxelles de 1851 : Bacchus, gravure d'après l'antique et Au bord de la mer, dessin d'après Johan Bernhard Wittkamp[7]
- Salon d'Anvers de 1852 : Tête d'étude, gravure d'après Gustave Wappers et Portrait, dessin[8].
- Salon d'Anvers de 1855 : La Tentation de la Madeleine, gravure d'après le tableau de Lambert Mathieu[9].
- Salon de Bruxelles de 1857 : La Corbeille de la châtelaine, gravure d'après le tableau de Johan Bernhard Wittkamp[10].
- Salon d'Anvers de 1858 : La Corbeille de la châtelaine, gravure d'après le tableau de Johan Bernhard Wittkamp[11].
- Salon de Bruxelles de 1860 : Un regard innocent, dessin d'après le tableau de Jules Pecher[12].
- Salon d'Anvers de 1861 : Épisode du massacre des innocents, gravure au burin d'après le tableau de Nicaise De Keyser[13].
- Salon de Gand (XXVe) de 1862 : Épisode du massacre des innocents, gravure au burin d'après le tableau de Nicaise De Keyser[14].
- Salon de Bruxelles de 1863 : Épisode du massacre des innocents, gravure au burin d'après le tableau de Nicaise De Keyser, La Famille de Rubens, dessin d'après Rubens et L'Éducation de la Vierge, dessin d'après Rubens[15].
- Salon d'Anvers de 1864 : L'Éducation de la Vierge, dessin d'après Rubens[16].
- Salon d'Anvers de 1867 (posthume) : La Famille de Rubens, gravure d'après le tableau de Rubens[17].